# کارین نالباندیان
کارین نالباندیان (ارمنی: Կարեն Նալբանդյան؛ زادهٔ ۲۷ اوت ۱۹۶۴) داور فوتبال اهل ارمنستان است که بین سال‌های ۱۹۹۱ تا ۲۰۰۹ میلادی فعالیت می‌نمود.

## زندگی‌نامه
وی در  ۲۷ اوت ۱۹۶۴ در ارمنستان به دنیا آمد. 